# Апија (Нукунону)
Апија је ненасељено острвце у саставу атола Нукунону у оквиру острвске територије Токелау у јужном делу Тихог океана. Налази се у североисточном делу атола, између острваца Те Палаоа и Хаумагалу. Прекривено је тропским растињем.